# 乌拉尔图的阿拉麦

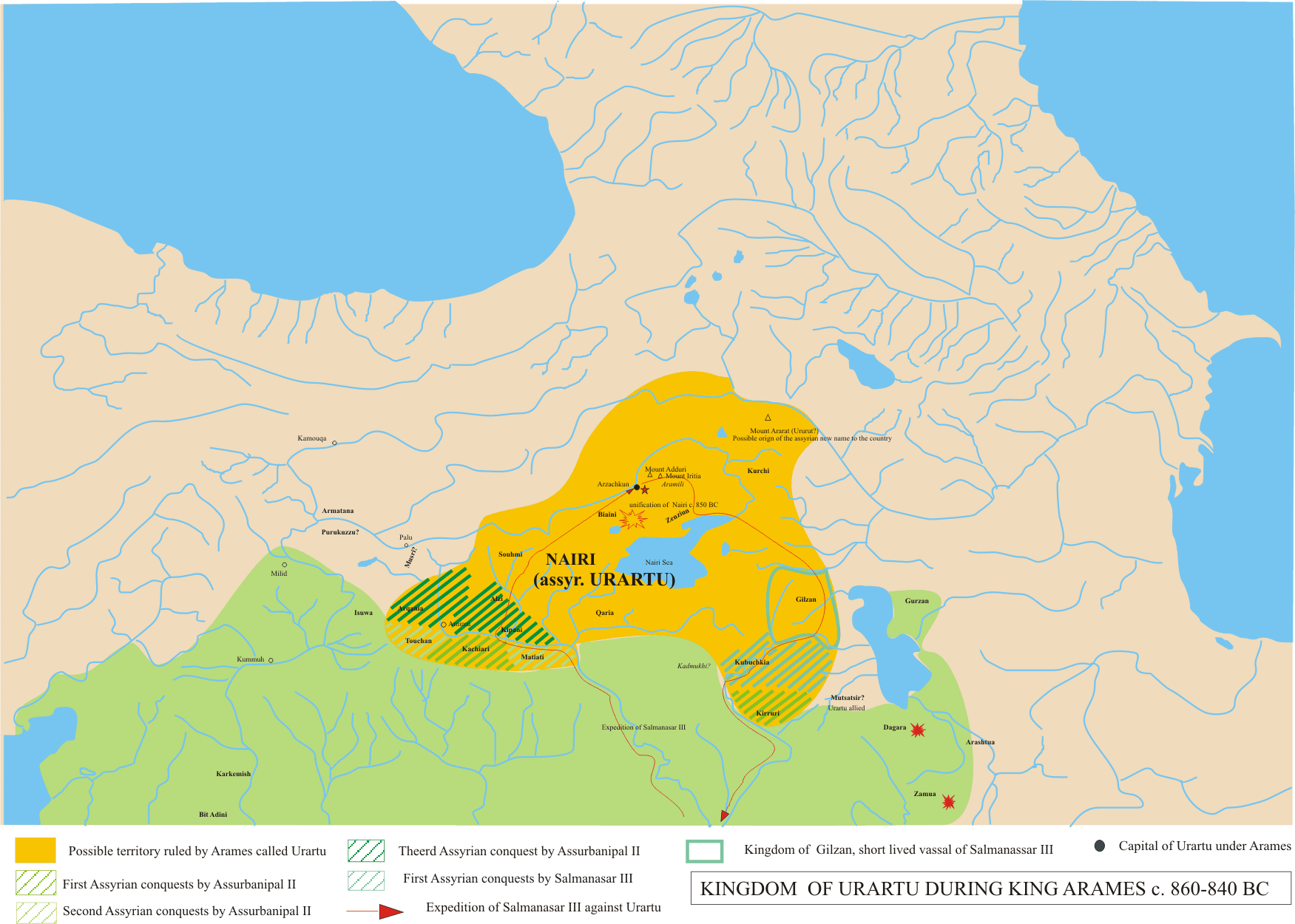
阿拉麦统治下乌拉尔图国

阿拉麦（Arame）或阿拉穆（Aramu，亚美尼亚语：Արամ）（前858年-前844年的统治者）是乌拉尔图第一个已知的君王。
阿拉麥生活在亚述国王沙尔马那塞尔三世（Shalmaneser III，前859年-前824年的统治者）的时代，阿拉麦联合奈里部落抵抗亚述帝国的威胁。他的都城“Arzashkun”沙尔马那塞尔三世所毁。
阿拉麦通常认为有两个原型：阿拉姆（最普遍的看法）和美男子阿拉，這两人是传说中亚美尼亚人的祖先。在霍列纳齐（Khorenatsi）的史书中，把他们分别排为哈伊克的第六和第七代后人；在历史学家Mikayel Chamchian的记年史中，可追溯至公元前19至18世纪。